# 下山千歳白菜

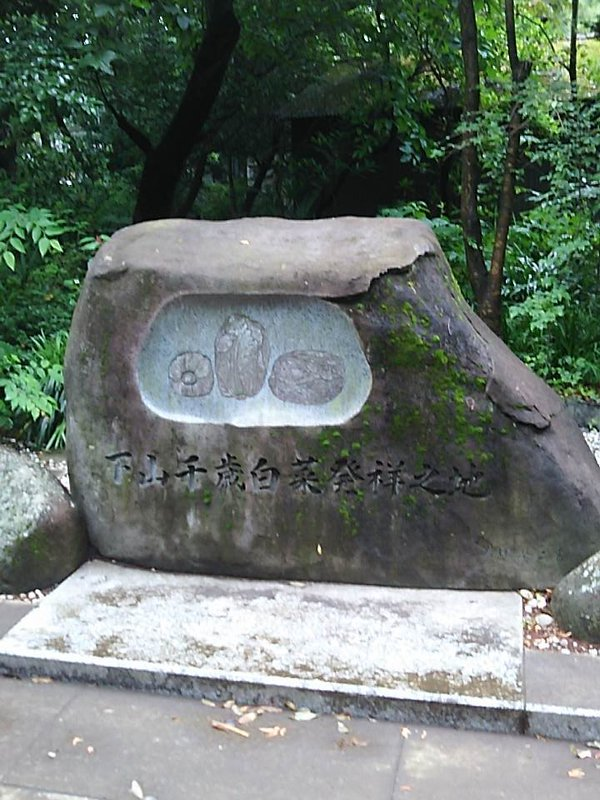
下山千歳白菜発祥之地碑（北烏山九丁目屋敷林市民緑地内、2016年5月30日）

下山千歳白菜（しもやまちとせはくさい）は、東京都世田谷区近辺で多く栽培される白菜の品種である。かつて連作障害に弱いという欠点があった白菜を、世田谷区で農業を営んでいた下山 義雄（しもやま よしお）が改良して1953年（昭和28年）に品種として定着させたもので、耐病性があるため他品種の親としても用いられる。通常の白菜と比べて2-3倍大きく、大きいものでは重さが10キロ以上に及んだため、核家族化が進むに連れて需要が減り一時は世田谷区内での栽培はほとんど見られなくなったが、約40年の中断を経て1998年（平成10年）に復活している。

## 歴史
日本における白菜栽培の歴史は、明治時代初期に始まっている。不結球性の白菜については、18世紀末に日本渡来の記録が残っているがこのときは定着せずに消えていった。1875年（明治8年）、清から「山東白菜」（さんとうはくさい）という品種が3株、東京市博物館に出品され、そのうち2株が愛知県に払い下げられて試験栽培が始まった。白菜は近縁他種の花粉で受粉しやすいという強い交雑性を持つため、形態や品質の保持が困難であり、継続的な種子の採取が難しかった。そのため、交雑を防止する目的で松島（宮城県）などの島しょ部で隔離採種が試みられた。この方法が成功して白菜は宮城県や愛知県で栽培されるようになり、日本の気候風土に合わせて「結球白菜」という品種に改良された。
東京でも明治から昭和にかけて、世田谷・足立・葛飾・三鷹などの農家が盛んに栽培を手がけた。ただし、白菜は何年も同じ畑で作付を続けると連作障害による病害を起こすという弱点があった。そのために病害が多発し、昭和20年代には白菜栽培は減少していた。
白菜のかかりやすい病害には、ウイルス病（バイラス病）や軟腐病などがあった。ウイルス病はアブラムシの媒介による病害で、若い白菜がかかると成長が阻害されるうえに次第に株が小さくなってしまうものであった。軟腐病は白菜の株が地面に接するところから病菌が入って株が腐ってしまう病害で、いずれも白菜に大きな被害をもたらすものであった。
白菜栽培の衰退を食い止めるために、品種改良の試みが始まった。品種改良を手がけた篤農家の中に、世田谷区で農業を営んでいた下山義雄がいた。下山は1913年（大正2年）、当時の千歳村に生まれ、1928年（昭和3年）に就農した。下山家では1930年（昭和5年）頃からたくさんの白菜の栽培を始め、1935年（昭和10年）くらいから貯蔵した後に売って現金収入を得るようになっていた。さらに下山家では、下山の父の代から自家で白菜の採種を行い、希望者には種子を分けていた。「芝罘（チーフー）」白菜と「包頭（ほうとう）」白菜という品種を交配して栽培し、耐病性に優れた株を選んで栽培を繰り返して独自の品種として育ててきた。下山が父とともに交配と栽培を続けて改良した白菜は、通常の白菜と比べると2-3倍の大きさがあった。
世相が太平洋戦争開戦へと急速に傾斜していた1940年（昭和15年）頃から白菜は「ぜいたく品」とみなされたため、少しずつ栽培面積を減らさざるを得なくなった。戦争が激しくなった1942年（昭和17年）頃には、農薬が入手できなくなった上に化学肥料も単品でしか買えない状態となった。1943年（昭和18年）頃には野菜は市場に出さずに買い出し人が来て「闇」で販売するようになり、白菜の栽培面積は3-4反と少なくなったが、下山は耐病性に優れた株の交配と栽培、及び採種を続けた。下山は1944年（昭和19年）5月に召集され、ビルマ戦線に従軍した。1946年（昭和21年）5月に復員し、体調が回復した後に再び農業に戻った。
1949年（昭和24年）3月まで、GHQは農作物にすべて統制を敷き、4月にようやく解除した。GHQの占領政策下における日本では、ノミやシラミがたくさんいたためヘリコプターでのDDT空中散布を行っていた。そのため畑には害虫はおろか、ハチも蝶もいなかったが、この年は農薬を使わなくとも白菜の出来は大変によく、収量も多かった。続く1950年（昭和25年）も、白菜を含めてすべての農作物は豊作であった。しかし、1951年（昭和26年）と1952年（昭和27年）は関東地方に白菜の病気が蔓延していたため、出来が非常に悪くなっていた。その中で下山の栽培した白菜は病気発生率が約1パーセント程度にとどまり、よい出来栄えであった。
1951年（昭和26年）1月、『農耕と園芸』という雑誌の編集長と馬越種苗という種苗会社の社長が連れだって下山の白菜を見に来た。連作によって起きる病害、特に白菜の株が腐る軟腐病やウイルス病に対して耐性があることに着目して、この白菜を新種として登録申請してはどうかという話が進んだ。東京都城南農業改良相談所で技師を務めていた植松敬や東京都農業試験場長の松原茂樹などの助力を得て、1952年（昭和27年）1月に新種としての登録を出願した。これを受けて農林省農政局特産課から、白菜の種子60ミリリットルの送付依頼と同時に、一畝以上の白菜を生荷用として栽培しておくことを条件に審査対象となるとの連絡が入った。
同年11月中旬、審査が始まった。後に下山は「後にも先にもこの年ほど素晴らしい白菜ができたことはありませんでした」と回想している。審査に立ち会った千葉大学の教授、藤井健雄や農林省蚕糸園芸局特産課技官の横井宗生などは白菜の出来栄えに感嘆し、「他の畑を見なくともよい」とまで言ったという。続く質疑応答の際、藤井は下山に対してどのような方法でこの白菜ができたかという説明を求めた。下山は芝罘白菜と包頭白菜の交配比率と種子の収穫方法について説明したが、藤井はその内容と実際の白菜に差があると指摘した。下山がこれでは登録は無理かと考えていたところ、12月の初めに藤井から連絡が入った。その内容は学生を50名連れて行くので、白菜を100株並べていておいてほしいという要望だった。藤井は学生たちを引率して下山の畑を訪れ、すべての白菜の重量を1株ずつ測定した。白菜の平均重量は、3.8キログラムあり、測定を終えた藤井は学生たちに「新種として充分の価値あり、新種登録になります」と説明した。
1953年（昭和28年）の1月20日と21日の両日にわたって開催された農業資材審議会種苗部会の結果を伝える通知に、「登録の価値あり」と記載され、種苗連合会発行の『果実の日本』誌上に掲載して90日以内に第三者の異議がないときはこれを確定することに決まった。官報に下山の「千歳白菜」の件が掲載されると、すぐに関東近郊の種苗会社が押しかけてきた。その会社は「我々にも販売の権利と、採種の権利の一部を出してほしい。認められなければ異議の申し立てをする」と主張した。そこで下山は登録までの経緯について説明し、すでに販売と採種の権利の一部を馬越種苗に出してあるので、種苗会社同士でよく話し合ってほしいと返答した。結局、異議の申し立てはされずに1953年（昭和28年）7月25日付で千歳白菜の新種登録が決定した（登録番号第65号）。
新種登録申請の書類が特許庁に送達されたが、特許庁は「千歳白菜」の「千歳」という名称はすでに北海道の「千歳澱粉」で使われていたため、他の名称に変更せよと伝えてきた。しかし馬越種苗ではすでに「新種で耐病性のある千歳白菜」の名称で関東一円に宣伝を打っていた。そのため何とか「千歳」の名称を残したいと強い要望があり、横井や藤井などの働きかけによって「下山千歳白菜」という名称での登録が認められた。下山千歳白菜の種子の販売権は、下山自身と千歳農業協同組合、そして馬越種苗などが持つことになった。
この段階で、使われなかった「千歳白菜」の名称について問題が発生した。近在の農家がこぞって白菜の種子を採種し「千歳白菜」の名称で販売し始めた。これは馬越種苗や藤井、松原などが懸念していた事態で、本物の下山千歳白菜の何倍もの種子が市場に出回る事態になりかねなかった。下山は馬越種苗と相談した上で、当時主流だった枡での種子販売ではなく1合・5勺・1勺の3種類の絵袋入りのみで販売することを決めた。
1955年（昭和30年）、植松は下山の協力を得て1編のスライドをフルカラーで制作した。タイトルは『バイラスにかからない白菜の作り方』というもので、前年の1954年（昭和29年）に記録した映像をとりまとめたものであった。スライドの内容は、バイラス病の被害を受けた白菜畑の様子や、耐病性品種の説明、畑の準備から収穫、貯蔵や出荷に至るまでの経過を説明した上で病害を防いで優れた白菜を収穫する方法について説明したものであった。下山自身も、1956年（昭和31年）6月に『バイラスにかからない誰でも簡単に作れる白菜の作り方』という冊子を作成している。
下山千歳白菜の登録期間は5年であった。下山千歳白菜は連作のために年々品質や生産量がともに低下していき、核家族化が進んで需要も減ったため下山は原種を渡して馬越種苗に栽培と採種を委ねた。その後下山は1959年（昭和34年）から2年間、人参の栽培に取り組んだ。この人参も出来の良いものであったが、大きすぎて時代に合わないと言われたため、新種としての登録申請は認められなかった。1962年（昭和37年）頃からはキャベツやレタスの栽培も手掛けたが、昭和40年代に入ると農業だけでは生活が立ち行かなくなり、土地の売却やアパート経営などに軸足を移した。
1998年（平成10年）、下山は財団法人せたがやトラスト協会と契約を締結し、屋敷林の一部を市民緑地「北烏山九丁目屋敷林市民緑地」として開放した。この市民緑地の一角には、「下山千歳白菜発祥之地」の記念碑が建立されている。記念碑の由来は『バイラスにかからない白菜の作り方』のスライドを手がけた植松敬（元東京都農業改良普及員、元東京都労働経済局主幹）の撰文、揮毫は大場啓二（当時の世田谷区長）によるものである。
長らく栽培の途絶えていた下山千歳白菜は、平成10年（1998年）に復活した。「北烏山九丁目屋敷林市民緑地」の契約締結と同じ頃、地元の住民たちが結成した「烏山みずとみどりの会」はこの品種の存在を知り、下山に再度の栽培を依頼した。すでに下山の手元には種子が残っていなかったものの、耐病性品種の親として協和種苗（旧・馬越種苗）に残されていた種子100粒を使って栽培を試み、「烏山みずとみどりの会」の会員たちも参加して約40年ぶりに下山千歳白菜が収穫された。
下山は自身が改良した下山千歳白菜の復活を見届け、2000年（平成12年）に『農に生きる：白菜育成にかけたわが人生』を私家版として出版した。後に下山は死去したが、長男が2002年（平成14年）に出版社を退職後に父の後を継いで下山千歳白菜の栽培を手掛けている。下山の長男によると、下山自身は復活した下山千歳白菜について「同じではない」と最期まで言い続けていたという。
下山千歳白菜は、2010年（平成22年）頃から世田谷区の特別養護老人ホームや世田谷区立の小学校の給食に使用されるなど、世田谷の地場野菜として再認識される機会が増えている。平成25年度版『せたがや農業通信』によると、世田谷区内での白菜の作付面積は423アール、収穫量は42トンを記録している。

## 品種の特徴
下山千歳白菜は極晩生種で生育の速さこそやや遅いものの、耐病性に優れていた。芝罘白菜と包頭白菜の特徴を受け継いで通常の白菜の2-3倍以上の大型に育ち、高さは約50センチメートル、重さは通常で7-8キログラム、外葉を除いても4キログラムほどあり、大きいものでは10キログラムを超えるものもあった。「白芯系」と呼ばれる白菜の古い品種にみられる特徴をよく留め、縦半分に切ってみると内側まで身が良く詰まっていて内部の白い部分が多くなっている。
結球のタイプは一見すると砲弾に類似した形態の「抱合型」といわれる種類で、大きく開いた外側の葉の中心に小さな葉が抱合した状態で発生し、さらにその内側の葉も葉の縁をかぶせあうように分化して結球していく。結球する葉の枚数は70枚前後になり、葉1枚ごとの重量は比較的軽く、ほぼ同じ程度の重さを持つ葉が重なり合っている。結球の形状と葉の枚数は、ともに芝罘白菜の特徴を受け継いだものである。
生育の速さについては、当初は120日ほどかかったものが改良されて約90日から100日ほどに短縮された。品種の発表当時は結球の姿が必ずしも斉一ではなく、「抱合型」以外に結球の頂点が丸みを帯びたものも認められた。このため形状の斉一化を図る目的で、分系や系統間F1を利用した育種が試みられて、山形県農業試験場園芸部が作出した「ざおう」という品種など10種近い品種が育成された。その他に早生種に改良した品種がいくらか育成され「早生」千歳群として分類される。ただしこれらの品種は実用としてあまり利用されなくなり、後にはF1の片親品種として芝罘群などの品種との組み合わせに用いられるようになっている。
重量については小型化が試みられて、1969年（昭和44年）に発行された『最新園芸大事典』第2巻では「その後消費の傾向に応じ4 kg程度に変わっている。」との記述があった。大きく成長する品種のため、株同士の間隔は通常の白菜を栽培する場合の2倍にあたる60センチメートルほど開けて栽培する。大型の品種であるが味はよく、和洋中どの用途にも使え、鍋にも漬物にも向いていて旨味も十分にある。
下山千歳白菜は明治神宮で開催された全国農産物品評会で、1952年（昭和27年）から3年連続で農林大臣賞を受賞した。一時期は東京の近郊で開催された秋蔬菜品評会においても、白菜の出品はほとんどこの品種で占められていたほどに普及が進んでいた。
この品種における課題は、温暖化の進行による暑さ対策である。病害に強い下山千歳白菜は、近年の猛暑や局地豪雨の影響を受けて順調に成育しないときがある。2013年（平成25年）には根が腐るなどしたために、播種した種のうち約1割の100株しか収穫できなかった。下山の長男は「地域の誇りとおやじへの孝行のため、死ぬまで守りたい」と栽培方法について模索を続けているという。

## 栽培法
白菜類は発育が旺盛なため肥沃な畑を好むので、前作にはキュウリ・トマト・スイカ・ジャガイモなどの多肥作物を植え付け、地力を高めておく必要がある。また、他のアブラナ科の作物が1年中栽培されているような地域では、ウイルス病が次々と伝播する可能性があるため播種前に付近から畑を耕したほうがよい。雑草にも病原が残っている場合があるから、除草した上で畑全面に石灰を散布する。下山千歳白菜は、耐病性があるため早蒔きしてもよく発育する。
東京近郊で栽培する場合、晩生種であることから生育期間が長くかかるため、8月10日より遅くとも17日頃までに播種する必要がある。播種の時期を逃してしまうと、出荷が一番値下がりする12月になるため高値での取引は望めなくなる。最初の間引きは本葉が2-3枚出たころに行い、収穫までの間に合計で3回程度に分けて実施する。耐病性に優れた品種であっても薬剤の散布は的確に行う必要があり、4-5日おきにパラチオン2000倍液などを散布すればアブラムシの他にシンクイムシ、キスジノミムシなどの防除効果も期待できる。追肥を2回行い、10月中旬頃から生育の良いものは出荷可能になるが、この時期のものはまだ結球状態が緩く、葉の軟白状態も十分ではない。11月の中旬から下旬になると結球状態が進んでくるため、霜が降り始める頃にそれぞれの株を外側の葉ごと地上から3分の2くらいのところで藁を使って軽く結ぶ。これは霜や風による害を防ぐだけでなく、軟白を早くできるようになる上に、収穫時や間作の麦栽培のためにも都合がよい。
収穫は結球が堅く、軟白状態の進んだものから始める。この品種の結球は12月上旬頃まで続く上に耐寒性にも優れていて年内いっぱいは畑においておくことが可能なため、値の良い時期に出荷することが可能であった。貯蔵性も良好な品種なので、3月か4月頃まで貯蔵して高値で売れる頃合いを見て出荷することもできた。